# Civil Lines (Ágra)

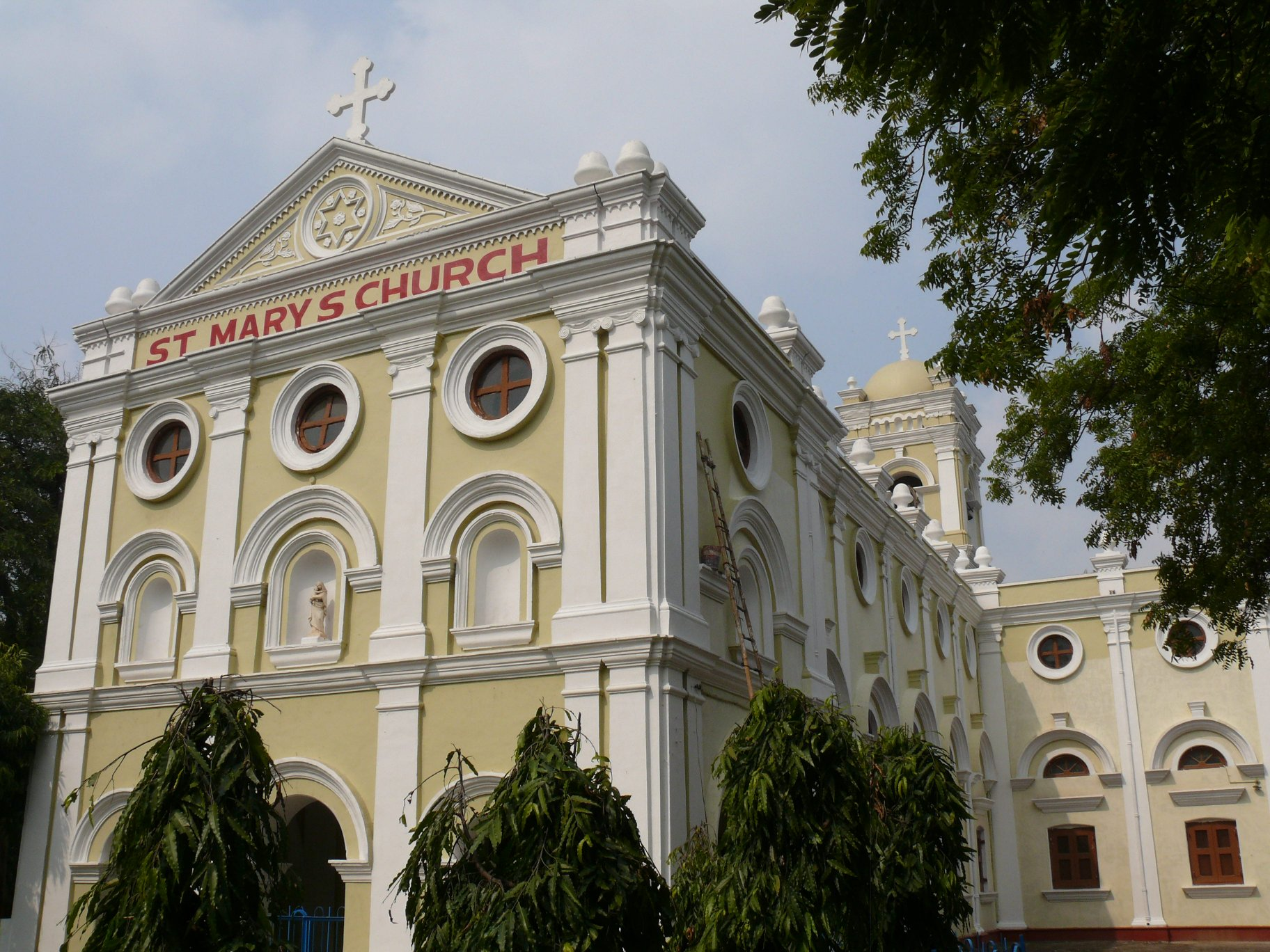
Kostel Panny Marie.

Civil Lines je označení pro místní část v indickém městě Ágra ve státě Uttarpradéš. Nachází se několik kilometrů severozápadně od středu města a železniční stanice Agra City.
Základy současné lokality vznikly v 16. století, kdy po udělení souhlasu mughalského panovníka dorazili do Ágry jezuitští misionáři z Goy a usídlili se v této lokalitě. V oblasti se dodnes nachází několik kostelů, nejstarší z nich byl zbudován v závěru 19. století a stojí na místě ještě starší stavby (tzv. Akbarova kostela). 
V současné době patří tato lokalita k jedněm z mála v celé Ágře, kde se nachází pravoúhlá síť ulic. Stojí zde výškové budovy, školy a nemocnice, některé školní budovy byly vystavěny inspirovány mughalskou architekturou. Místní část je obklopena souvislou zástavbou města Ágry ze všech stran.